# Scolopostethus pictus
Scolopostethus pictus är en insektsart som först beskrevs av Friedrich von Schilling 1829.  Scolopostethus pictus ingår i släktet Scolopostethus, och familjen fröskinnbaggar. Arten är reproducerande i Sverige.